# 젬구스 기르겐손스
젬구스 기르겐손스(라트비아어: Zemgus Girgensons, 1994년 1월 5일~)는 라트비아의 아이스하키 선수이다. 포지션은 센터이며, 현재 내셔널 하키 리그(NHL)의 팀인 버펄로 세이버스의 부주장이다. 2012년 NHL 드래프트에서 전체 14위로 버펄로 세이버스의 지명을 받았다. 이 드래프트로 그는 NHL 역사상 가장 높은 지명 순위로 지명된 라트비아 선수가 되었으며, 이는 1991년에 지명받은 산디스 오졸린슈보다 16계단 높은 순위이다.